# Blauhúster Dakkapel
De Blauhúster Dakkapel was een Nederlands dweilorkest uit Sneek.

## Historie

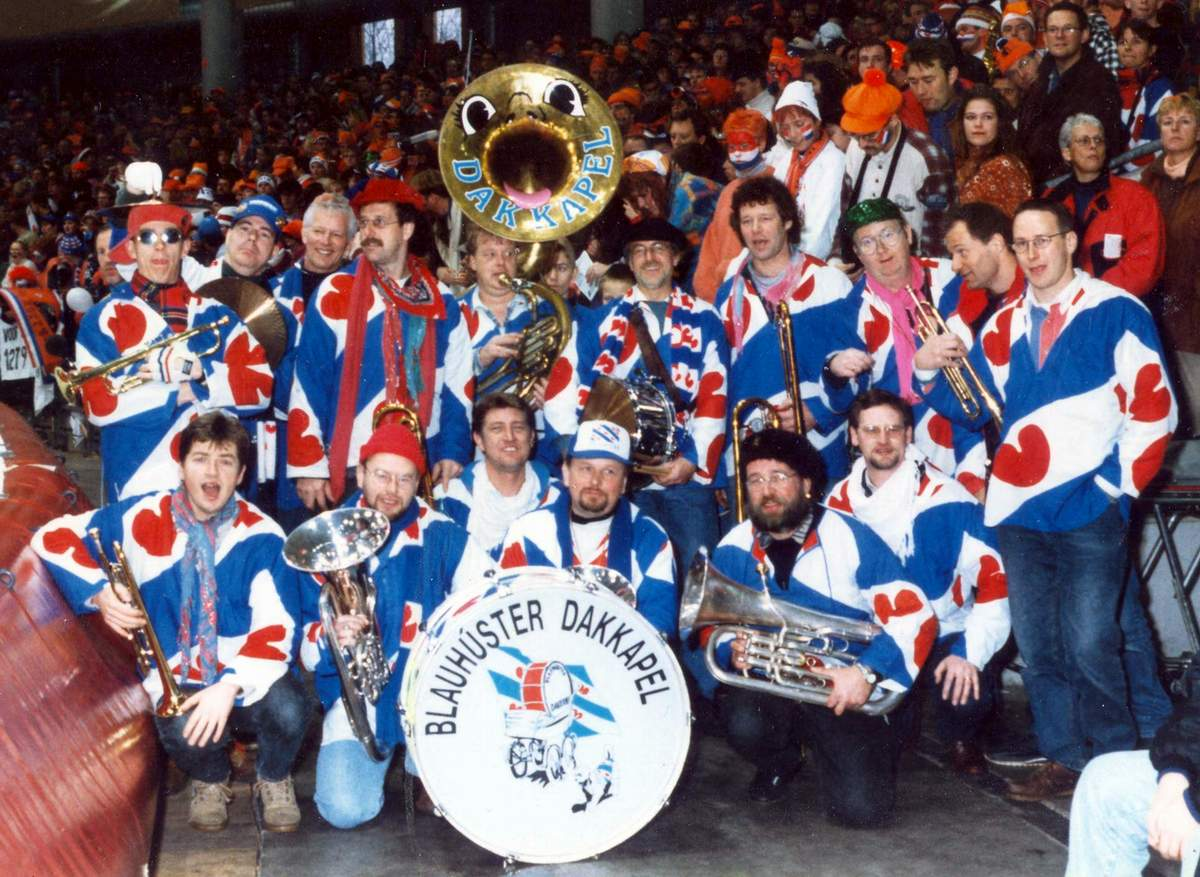
Blauhúster Dakkapel in Thialf Heerenveen

Begin jaren zeventig besloot een achttal muzikanten uit Sneek een wereldrecord blaasmuziek spelen vanaf een dak te vestigen. Een geschikte locatie met dak werd gevonden in het nabijgelegen Blauwhuis. Op het bejaardentehuis 'Teatskehus' aldaar werd op 24 juni 1972 een muzikaal wereldrecord van 3 uur en 1 kwartier non-stop blaasmuziek gevestigd, hoewel dit 'record' nergens officieel geregistreerd staat. De gebeurtenis haalde de destijds de voorpagina van de Leeuwarder Courant, en gaf de kapel haar naam: de 'Blauhúster Dakkapel'.
De Blauhúster Dakkapel was te zien bij het EK en WK schaatsen in het Thialfstadion te Heerenveen. Ook bij sc Heerenveen werd door het orkest vanaf begin jaren tachtig steevast bij iedere thuiswedstrijd het Fries volkslied gespeeld voorafgaand aan de wedstrijd. Dat wordt nu nog altijd in ere gehouden. Bij optredens draagt de kapel boerenkielen gemaakt van de Friese vlag. De vaste dirigent is (al sinds 1985) Kees van den Akker. De vaste arrangeurs waren Jelle Munniksma en sinds 1995 (trompettist) Theo A. Brens.
Gedurende het seizoen 1990 - 1991 werd SC Heerenveen berispt door de KNVB die het niet op prijs stelde dat de dwergpoedel van de Dakkapel los rond liep op het veld. Het veld was niet voor "viervoeters". Gedurende de wedstrijd SC Heerenveen - FC Groningen kwam de Dakkapel met een bonte dierentuin het veld op. De dwergpoedel werd gekooid meegenomen het veld op, vergezeld door een struisvogel en een hond... met drie poten. Aan de hekken hing een spandoek met de tekst: "liever de drol van een hond, dan de kak van de bond". En zo geschiedde, de drievoetige hond legde inderdaad een drol op het veld.
De groep heeft opgetreden in een aantal Europese landen, maar ook in de Caraïben (Sint-Maarten) (Philipsburg), Canada (Montreal, Ottawa, Toronto, Peterborough) en Japan (Tokio, Kurobe). Ook verbeterde de kapel in 1986 het eigen 'wereldrecord', dat sindsdien op 4 uur staat. Het bejaardentehuis, op het dak waarvan het allemaal begon, is in 2007 gesloopt. Op 10 februari 2007 nam de Blauhúster Dakkapel afscheid van 'Teatskehus' met een concert vanaf het dak.
Op 1 juni 2011 werd bekendgemaakt dat de Blauhúster Dakkapel stopt met spelen. Na veertig jaar hebben de mannen besloten om per 1 november 2012 een eind te maken aan het bestaan van de kapel. Het laatste Thialfoptreden vond plaats op 25 maart 2012 en op zondag 5 augustus werd voor de laatste keer op de Sneekweek gespeeld. Er is eind april 2012 nog wel een nieuwe cd uitgekomen, een daverend afsluitfeest is er nog geweest op 3 november 2012.

## Bezetting Blauhúster Dakkapel
Klein koper
- 5 x trompet

Groot koper
- 3 x trombone
- 3 x eufonium
- 1 x sousafoon

Slagwerk
- 1 x toms / timbalen / effects
- 1 x kleine trom + bekkens
- 1 x grote trom

Entertaining
- 1 x Fokko Dam met de bordjes

## Discografie
- LP De Blauhúster Dakkapel (1981)
- CD Blauhúster Dakkapel (1991)
- CD Feest- en Stadionhits (2000)
- CD Gevulde koeken (2003)
- CD Myn sanseferia (2005)
- CD Ouwe Jonges Krentebroad (2012)